# Cosmarium margaritaceum
Cosmarium margaritaceum là một loài Song tinh tảo trong họ Desmidiaceae, thuộc chi Cosmarium.